# 大津市立木戸小学校
大津市立木戸小学校（おおつしりつ きどしょうがっこう）は、滋賀県大津市に所在する公立小学校。

## 沿革
- 1875年
  - 4月 - 暮雪学校が設置される[1][注釈 1]。
  - 10月 - 木戸学校が設置される[1]。
  - 12月 - 達識学校が設置される[1][2]。
- 1876年8月 - 人民共立学校が設置される[1]。後に木戸学校に統合される[4]。
- 1886年11月 - 暮雪学校、木戸学校、達識学校が小学簡易科となり、木戸学校が簡易科木戸小学校に改称される[1][4]。
- 1889年11月 - 達識学校が簡易科木戸第一小学校に、簡易科木戸小学校が簡易科木戸第二小学校に、暮雪学校が簡易科木戸第三小学校に改称される[1]。
- 1892年4月 - 簡易科木戸第一小学校が八屋戸尋常小学校に、簡易科木戸第二小学校が木戸尋常小学校に、簡易科木戸第三小学校が南比良尋常小学校に改称される[1]。
- 1901年4月 - 高等科の併置により、木戸尋常小学校が木戸尋常高等小学校となる[5][4]。
- 1907年4月 - 八屋戸尋常小学校、南比良尋常小学校が、それぞれ木戸尋常高等小学校の八屋戸分教場、南比良分教場となる[5][4]。
- 1941年
  - 3月 - 八屋戸分教場、南比良分教場が廃止される[4]。
  - 4月 - 学制改革により、木戸尋常高等小学校が木戸国民学校となる[5][4]。
- 1947年4月 - 木戸小学校となる[5]。
- 1948年4月 - 八屋戸分校、南比良分校が設置される[5]。
- 1963年3月 - 南比良分校が廃止される[4]。
- 1955年 - 志賀町立木戸小学校となる[2]。
- 2006年 - 大津市立木戸小学校となる[2]。

## 通学区域
- 南比良[6]
- 大物[6]
- 荒川[6]
- 木戸[6]
- 八屋戸[6]
- 南船路[6]

## 進学先中学校
- 大津市立志賀中学校[6]

## 学区内の主な施設
- 志賀駅[7]
- 樹下神社[8]
- びわ湖バレイ[9]
- 蓬萊駅[10]

## アクセス
- JR湖西線で志賀駅下車。

## 出身者
- テツ（お笑い芸人）[11]